# Trinket
Trinket est une île de l'archipel des Nicobar dans le Golfe du Bengale.

## Géographie
Trinket, située dans le groupe des îles du centre, mesure 9,6 km de longueur et environ 2 km de largeur maximales pour une superficie de 29 km2. Elle est distante de quelques kilomètres à l'est de l'île de Camorta.